# NGC 4832
NGC 4832 (również PGC 44361) – galaktyka soczewkowata (S0), znajdująca się w gwiazdozbiorze Centaura. Odkrył ją John Herschel 5 czerwca 1834 roku.